# 나탈 버지룰
나탈 버지룰(영어: Natarle Badgiruel, 일본어: ナタル・バジルール)은 TV 애니메이션 《기동전사 건담 SEED》에 등장하는 가공의 인물이다. 성우는 쿠와시마 호우코가 담당하였다.

## 인물
- 인종 : 내추럴
- 생년월일 : C.E. 46년 12월 24일
- 사망년월일 : C.E. 71년 9월 27일
- 별자리 : 염소자리
- 연령 : 25세
- 혈액형 : AB형
- 신장 : 174cm
- 체중 : 60.5kg
- 머리색 : 검은색
- 눈동자색 : 보라색
- 계급 : 소위[1][2] → 중위[3](지구로 강하 후) → 소령[4](도미니온의 함장)

## 같이 보기
- 기동전사 건담 SEED

## 주해
1. ↑  특별히 언급되고 있지 않지만 유대계 이름이다.